# The Horse Whisperer
The Horse Whisperer is een Amerikaanse romantische dramafilm uit 1998 onder regie van Robert Redford, die zelf een hoofdrol speelt. Het verhaal is gebaseerd op dat uit de gelijknamige roman van Nicholas Evans, in Nederland uitgebracht als 'De Paardenfluisteraar'.
Het in de film prominent aanwezige lied A Soft Place To Fall van Allison Moorer en Gwil Owen werd genomineerd voor een Academy Award. Zowel regisseur Redford als de film zelf werden genomineerd voor een Golden Globe.

## Verhaal
Grace MacLean (Scarlett Johansson) en haar beste vriendin Judith (Kate Bosworth) gaan samen paardrijden, maar krijgen een ongeluk. Daarbij overlijdt Judith en verliest Grace het onderste deel van haar rechterbeen, het been waarmee een ruiter zichzelf afzet als die op een paard stapt. Haar paard Pilgrim raakt gewond. Als zij Pilgrim daarna weerziet, reageert die angstig en kwaad. Ze schrikt ervan en ziet zijn hoofdwond. Grace' moeder Annie (Kristin Scott Thomas) reist naar het westen om de 'paardenfluisteraar' te vinden in de hoop dat die Pilgrim kan genezen. Deze Tom Booker (Robert Redford) blijkt ook invloed op mensen te hebben.

## Rolverdeling
| Acteur               | Personage            |
| -------------------- | -------------------- |
| Robert Redford       | Tom Booker           |
| Kristin Scott Thomas | Annie MacLean        |
| Scarlett Johansson   | Grace MacLean        |
| Sam Neill            | Robert MacLean       |
| Dianne Wiest         | Dianne Booker        |
| Chris Cooper         | Frank Booker         |
| Cherry Jones         | Liz Hammond          |
| Ty Hillman           | Joe Booker           |
| Kate Bosworth        | Judith               |
| Jessalyn Gilsig      | Lucy                 |
| Jeanette Nolan       | Ellen Booker         |
| Allison Moorer       |                      |
| Stephen Pearlman     | David Gottschalk     |
| Joelle Carter        |                      |
| Gloria Lynne Henry   |                      |
| Betty Buckley        |                      |
| Dustin Schwarz       | tweeling             |
| Austin Schwarz       | tweeling             |
| Steve Frye           | Hank                 |
| Don Edwards          | Smokey               |
| William 'Buddy' Byrd | Lester Petersen      |
| John Hogarty         |                      |
| Mike La Londe        |                      |
| C.J. Byrnes          |                      |
| Kathy Baldwin Keenan | verpleegster         |
| George A. Sack Jr.   | vrachtwagenchauffeur |
| Kelley Sweeney       | Nurseverpleegster#2  |
| Sunny Chae           | bediende             |
| Anne Joyce           | bediende             |
| Tara Sobeck          | schoolmeisje         |
| Kristy Ann Servidio  | schoolmeisje         |
| Marie Engle          | buurvrouw            |
| Curt Pate            | cowboy               |
| Steven Brian Conard  |                      |
| Tammy Pate           |                      |
| Miss Michelle        |                      |
| Donnie Saylor        | cowboy               |
| Conor Dean Smith     | Kyle                 |
| Lance R. Jones       |                      |
| Sydney Resel         |                      |
| Brian Vikander       | fotograaf            |
| Penny Weibert        |                      |